# Jotwa clara
Jotwa clara är en insektsart som beskrevs av Irena Dworakowska 1995. Jotwa clara ingår i släktet Jotwa och familjen dvärgstritar.
Artens utbredningsområde är Brunei. Inga underarter finns listade i Catalogue of Life.